# Michael Grandage

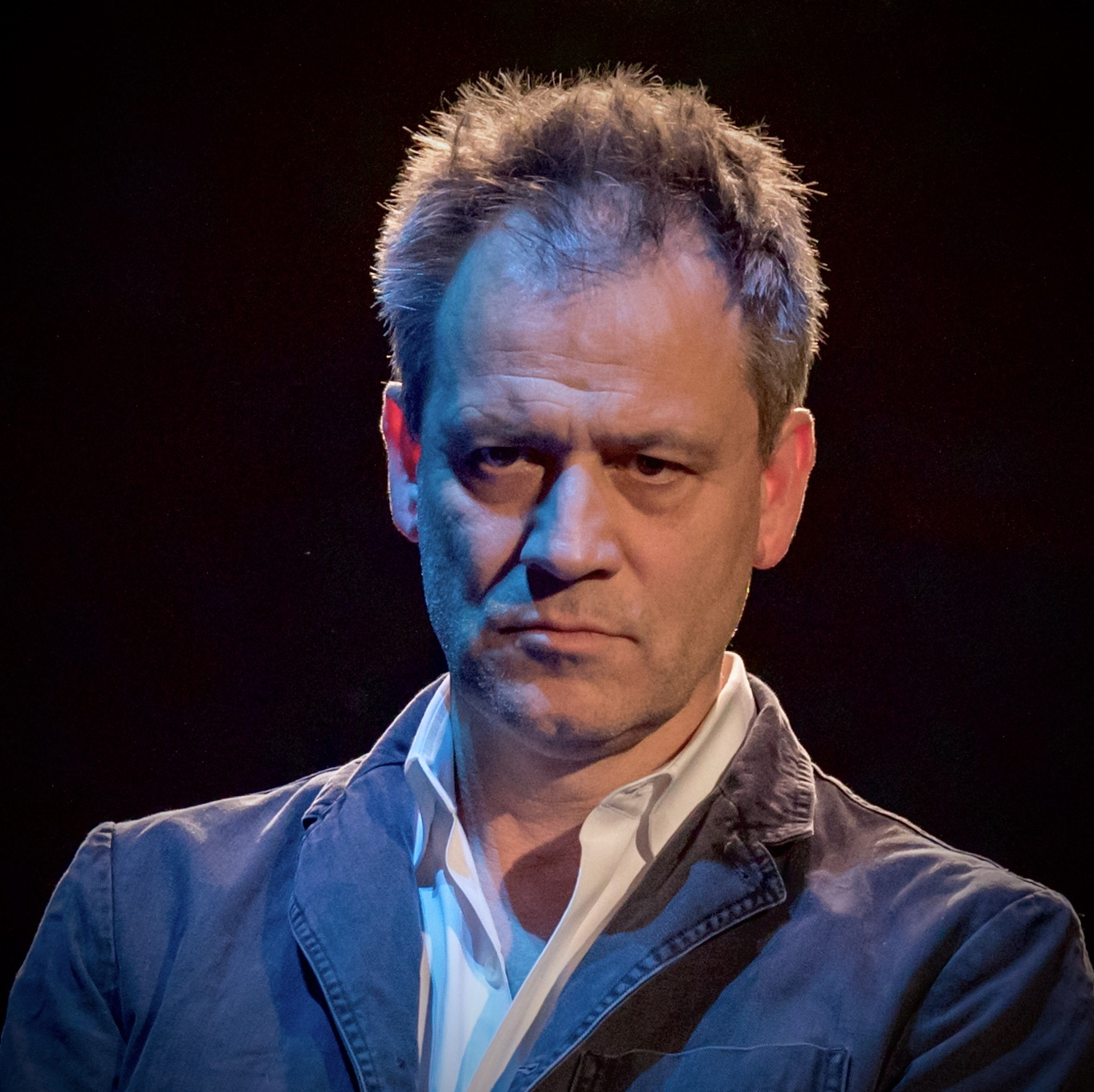
Michael Grandage, 2018

Michael Grandage CBE (* 2. Mai 1962 in Yorkshire, England) ist ein britischer Theater-, Opern- und Filmregisseur und Produzent. Von 2002 bis 2012 war Grandage Künstlerischer Leiter des Donmar Warehouse in London.

## Leben
Grandage wurde an der Central School of Speech and Drama und der Humphry Davy School ausgebildet. Grandage befindet sich in einer Beziehung mit Christopher Oram.
Von 1999 bis 2005 war Grandage Künstlerischer Leiter des Sheffield Theatres, von 2002 bis 2012 Künstlerischer Leiter des Donmar Warehouse in London. Für seine Arbeiten am Donmar Warehouse wurde er mit dem Tony Award, dem Laurence Olivier Award, dem Evening Standard Award, dem Critics’ Circle Theatre Award und im Rahmen der South Bank Awards ausgezeichnet. Seine erste Nominierung für den Laurence Olivier Award hatte er 2001 für seine Regiearbeit bei Peter Nichols Passion Play erhalten, bevor er 2004 für seine Arbeit an David Greigs Caligula ausgezeichnet wurde. Zwei seiner Musicalproduktionen am Donmar Warehouse erhielten ebenfalls einen Laurence Olivier Award als Beste Musicalproduktionen und eine weitere Auszeichnung als Bestes Neues Musical. 
Ende 2011 gründete Grandage zusammen mit James Bierman, dem damaligen Executive Producer am Donmar Warehouse, die Michael Grandage Company für Theater-, Film- und Fernsehproduktionen. 2012 endete seine Tätigkeit als Leiter des Donmare Warehouse. Im Jahr 2014 nahmen Grandage und Bierman die Arbeiten an ihrem ersten Spielfilm auf. Der Film Genius – Die tausend Seiten einer Freundschaft, der unter anderem mit Colin Firth, Jude Law und Nicole Kidman besetzt wurde, beschreibt die Beziehung des Verlagslektoren Max Perkins und dem Schriftsteller Thomas Wolfe und basiert auf einer Biografie von A. Scott Berg. Das im Januar 2016 angekündigte Projekt, das Theaterstück Photograph 51, das die Geschichte der Biochemikerin und Pionierin der DNA-Forschung Rosalind Franklin erzählt, mit Nicole Kidman in der Hauptrolle zu verfilmen, wurde bis heute (2019) nicht realisiert.
Sein Filmdrama Der Liebhaber meines Mannes hatte im September 2022 beim Toronto International Film Festival Premiere.

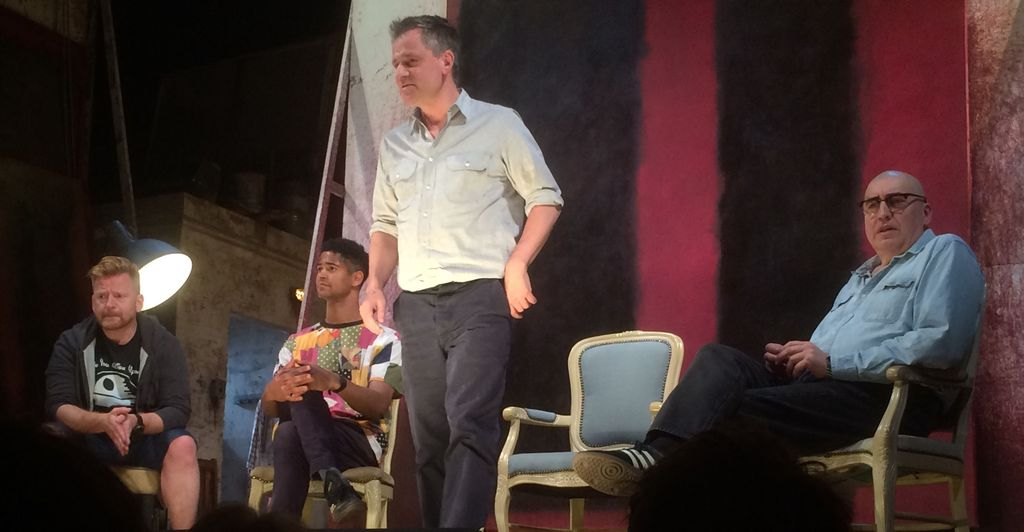
Michael Grandage inszeniert Red von John Logan, Wyndham’s Theatre, 2018.

## Regiearbeiten am Theater
| - 1996: The Last Yankee – Mercury Theatre, Colchester - 1997: The Deep Blue Sea – Mercury Theatre, Colchester - 1998: The Doctor’s Dilemma – Almeida & national Tour - 1998: Twelfth Night – Sheffield Theatre, Sheffield - 1998: What The Butler Saw – Sheffield - 1999: The Jew of Malta – Almeida & national Tour - 1999: Good – Donmar Warehouse - 2000: The Country Wife – Sheffield - 2000: Passion Play – Donmar Warehouse - 2000: As You Like It – Sheffield & Lyric Hammersmith - 2000: Merrily We Roll Along – Donmar Warehouse - 2001: Don Juan – Sheffield - 2001: Privates on Parade – Donmar Warehouse - 2001: Edward II – Sheffield - 2002: The Tempest – Sheffield & Old Vic Theatre, London - 2002: Richard III. – Sheffield - 2002: The Vortex – Donmar Warehouse - 2003: A Midsummer Night’s Dream – Sheffield - 2003: Caligula – Donmar Warehouse - 2003: After Miss Julie – Donmar Warehouse - 2004: Don Carlos – Sheffield & Gielgud Theatre, London - 2004: Suddenly Last Summer – Sheffield & Noel Coward Theatre, London - 2004: Pirandello’s Henry IV – Donmar Warehouse - 2004: Grand Hotel – Donmar Warehouse - 2005: The Wild Duck – Donmar Warehouse - 2005: Guys and Dolls – Piccadilly Theatre, London - 2006: The Cut – Donmar Warehouse - 2006: Frost/Nixon – Jacobs Theater, New York - 2006: Evita – Adelphi Theatre, London - 2006: Frost/Nixon – Donmar & Gielgud Theatre, London | - 2006: Don Juan in Soho – Donmar Warehouse - 2007: John Gabriel Borkman – Donmar Warehouse - 2008: Twelfth Night – Donmar at Wyndham’s - 2008: Ivanov – Donmar at Wyndham’s - 2008: The Chalk Garden – Donmar Warehouse - 2008: Othello – Donmar Warehouse - 2009: Madame de Sade – Donmar at Wyndham’s Theatre - 2009: Red – Donmar Warehouse - 2009: Hamlet – Donmar at Wyndham’s Theatre - 2010: King Lear – Donmar Warehouse - 2010: Madama Butterfly (Oper) – Houston Grand Opera - 2010: Danton’s Death – National Theatre - 2011: Richard II. – Donmar Warehouse - 2011: Luise Miller – Donmar Warehouse - 2011: Don Giovanni (Oper) – Metropolitan Opera, New York - 2011: King Lear – Brooklyn Academy of Music, New York - 2012: Le Nozze de Figaro (Oper) – Glyndebourne Festival - 2012: Evita – Marquis Theater, New York - 2013: Henry V. – Noel Coward Theatre - 2013: A Midsummer Night’s Dream – Noel Coward Theatre - 2013: The Cripple of Inishmaan – Noel Coward Theatre - 2013: Peter and Alice – Noel Coward Theatre - 2013: Privates on Parade – Noel Coward Theatre - 2014: Dawn French: Thirty Million Minutes – UK Touring Production - 2014: The Cripple of Inishmaan – Cort Theater, New York - 2015: Photograph 51– Noël Coward Theatre - 2016: Hughie – Boothe Theater, New York - 2019: Frozen – USA-Tournee - 2022: Orlando, für die Bühne bearbeitet von Neil Bartlett – Garrick Theatre |

## Filmografie
- 1989: Chelworth (Fernsehserie, 7 Folgen)
- 1990: The Green Man (Fernsehserie, 3 Folgen)
- 1997–1998: Bugs (7 Folgen)
- 2016: Genius – Die tausend Seiten einer Freundschaft (Genius, als Regisseur und Produzent)
- 2022: Der Liebhaber meines Mannes (My Policeman, als Regisseur)

## Auszeichnungen
- 2000: Critics’ Circle Theatre Award für die Beste Theaterregie – Merrily We Roll Along/Passion Play/As You Like It
- 2000: London Evening Standard Theatre Award für die Beste Theaterregie – Merrily We Roll Along/Passion Play/As You Like It
- 2004: Laurence Olivier Award für die Beste Theaterregie – Caligula
- 2005: Critics’ Circle Theatre Award für die Beste Theaterregie – The Wild Duck
- 2005: TMA Award für die Beste Theaterregie – Don Carlos
- 2005: London Evening Standard Theatre Award für die Beste Theaterregie – Grand Hotel/Don Carlos
- 2008: London Evening Standard Theatre Award für die Beste Theaterregie – Ivanov/The Chalk Garden/Othello
- 2009: Critics’ Circle Theatre Award für die Beste Theaterregie – Ivanov/The Chalk Garden
- 2009: Theatregoers’ Choice Award für die Beste Theaterregie – Ivanov/The Chalk Garden/Othello
- 2010: Tony Award für die Beste Theaterregie – Red
- 2010: Drama Desk Award für die Beste Theaterregie – Red
- 2011: London Evening Standard Editors Award – für eine Spielzeit am Donmar Warehouse
- 2011: Critics’ Circle Theatre Award für die Beste Theaterregie – King Lear
- 2014: Whatsonstage Award für die Beste Theaterregie – für The Michael Grandage Season am Noel Coward Theatre
- 2016: Internationale Filmfestspiele Berlin – Nominierung als Bester Erstlingsfilm – Genius – Die tausend Seiten einer Freundschaft
- 2016: Internationale Filmfestspiele Berlin – Nominierung für den Goldenen Bären – Genius
- 2016: Film by the Sea – Nominierung für den Film and Literature Award – Genius – Die tausend Seiten einer Freundschaft
- 2017: Goya Awards 2017 – Nominierung als Bester europäischer Film – Genius – Die tausend Seiten einer Freundschaft[3]